# Larissa Tarkovskaïa
Larissa Tarkovskaïa (en russe : Лариса Тарковская), née Larissa Pavlovna Egorkina le 15 avril 1938 (ou le 1er février 1933[réf. nécessaire]) à Moscou,, et morte le 19 janvier 1998 à Neuilly-sur-Seine, est une actrice soviétique et la seconde épouse du réalisateur Andreï Tarkovski.

## Biographie
Larissa Egorkina est surtout connue pour son rôle de Nadejda dans Le Miroir. Elle a une fille issue de son premier mariage, l'actrice Olga Kizilova, et un fils, Andrei Jr, de son mariage avec Andreï Tarkovski.

## Filmographie

### En tant qu'assistante réalisatrice
- 1969 : Andreï Roublev (assistant réalisateur)
- 1972 : Solaris (assistant réalisateur)
- 1975 : Le Miroir (assistant réalisateur)
- 1979 : Stalker (assistant réalisateur)
- 1983 : Nostalghia (assistant réalisateur)

### En tant qu'actrice
- 1975 : Le Miroir : Nadejda

### Dans la distribution
- 1988 : Regi Andrej Tarkovskij de Michal Leszczylowski : elle-même